# Seznam dílů seriálu Tým Škorpion
Toto je seznam dílů seriálu Tým Škorpion.

## Přehled řad
| Řada | Díly | Premiéra v USA | Premiéra v USA  | Premiéra v ČR      | Premiéra v ČR  |
| Řada | Díly | První díl      | Poslední díl    | První díl          | Poslední díl   |
| ---- | ---- | -------------- | --------------- | ------------------ | -------------- |
| 1    | 22   | 22. září 2014  | 20. dubna 2015  | 6. listopadu 2015  | 26. února 2016 |
| 2    | 24   | 21. září 2015  | 25. dubna 2016  | 7. listopadu 2016  | 30. ledna 2017 |
| 3    | 25   | 3. října 2016  | 15. května 2017 | 13. listopadu 2017 | 9. února 2018  |
| 4    | 22   | 25. září 2017  | 16. dubna 2018  | 24. září 2018      | 4. ledna 2019  |

## Seznam dílů

### První řada (2014–2015)
| Č. v seriálu | Č. v řadě | Původní název           | Český název | Režie             | Scénář                                   | Premiéra v USA     | Premiéra v ČR      |
| ------------ | --------- | ----------------------- | ----------- | ----------------- | ---------------------------------------- | ------------------ | ------------------ |
| 1            | 1         | Pilot                   |             | Justin Lin        | scénář: Nick Santora                     | 22. září 2014      | 6. listopadu 2015  |
| 2            | 2         | Single Point of Failure |             | Bobby Roth        | David Foster                             | 29. září 2014      | 13. listopadu 2015 |
| 3            | 3         | A Cyclone               |             | Gary Fleder       | Nick Santora a Nicholas Wootton          | 6. října 2014      | 20. listopadu 2015 |
| 4            | 4         | Shorthanded             |             | Dwight H. Little  | Elizabeth Beall                          | 13. října 2014     | 27. listopadu 2015 |
| 5            | 5         | Plutonium Is Forever    |             | Jeff T. Thomas    | Paul Grellong                            | 20. října 2014     | 4. prosince 2015   |
| 6            | 6         | True Colors             |             | Jeff Hunt         | Rob Pearlstein                           | 27. října 2014     | 11. prosince 2015  |
| 7            | 7         | Father's Day            |             | Milan Cheylov     | Nick Santora                             | 3. listopadu 2014  | 18. prosince 2015  |
| 8            | 8         | Risky Business          |             | Matt Earl Beesley | Nicholas Wootton                         | 10. listopadu 2014 | 8. ledna 2016      |
| 9            | 9         | Rogue Element           |             | Jerry Levine      | Paul Grellong a Kim Rome                 | 17. listopadu 2014 | 15. ledna 2016     |
| 10           | 10        | Talismans               |             | Sam Hill          | Alex Katsnelson                          | 24. listopadu 2014 | 15. ledna 2016     |
| 11           | 11        | Revenge                 |             | Mel Damski        | Elizabeth Beall a David Foster           | 8. prosince 2014   | 22. ledna 2016     |
| 12           | 12        | Dominoes                |             | Omar Madha        | Rob Pearlstein a Nick Santora            | 15. prosince 2014  | 22. ledna 2016     |
| 13           | 13        | Kill Screen             |             | Jace Alexander    | Nicholas Wootton a Paul Grellong         | 5. ledna 2015      | 29. ledna 2016     |
| 14           | 14        | Charades                |             | Christine Moore   | Rob Pearlstein                           | 18. ledna 2015     | 29. ledna 2016     |
| 15           | 15        | Forget Me Nots          |             | Jann Turner       | Alex Katsnelson a Nick Santora           | 19. ledna 2015     | 5. února 2016      |
| 16           | 16        | Love Boat               |             | Sam Hill          | Elizabeth Beall a Kim Rome               | 9. února 2015      | 5. února 2016      |
| 17           | 17        | Going South             |             | David Grossman    | Nick Santora a Nicholas Wootton          | 23. února 2015     | 12. února 2016     |
| 18           | 18        | Once Bitten, Twice Die  |             | Guy Ferland       | David J. North                           | 9. března 2015     | 12. února 2016     |
| 19           | 19        | Young Hearts Spark Fire |             | Mel Damski        | Paul Grellong, Jay Beattie a Dan Dworkin | 23. března 2015    | 19. února 2016     |
| 20           | 20        | Crossroads              |             | Kevin Hooks       | David Foster a Rob Pearlstein            | 30. března 2015    | 19. února 2016     |
| 21           | 21        | Cliffhanger             |             | Sam Hill          | Nick Santora a Nicholas Wootton          | 13. dubna 2015     | 26. února 2016     |
| 22           | 22        | Postcards from the Edge |             | Milan Cheylov     | Nick Santora a Nicholas Wootton          | 20. dubna 2015     | 26. února 2016     |

### Druhá řada (2015–2016)
| Č. v seriálu | Č. v řadě | Původní název                  | Český název     | Režie             | Scénář                                                         | Premiéra v USA     | Premiéra v ČR      |
| ------------ | --------- | ------------------------------ | --------------- | ----------------- | -------------------------------------------------------------- | ------------------ | ------------------ |
| 23           | 1         | Satellite of Love              | Družicová láska | Sam Hill          | Nick Santora a Nicholas Wootton                                | 21. září 2015      | 7. listopadu 2016  |
| 24           | 2         | Cuba Libre                     |                 | Mel Damski        | Rob Pearlstein a Nick Santora                                  | 28. září 2015      | 7. listopadu 2016  |
| 25           | 3         | Fish Filet                     | Rybí filé       | Omar Madha        | Paul Grellong a Nick Santora                                   | 5. října 2015      | 14. listopadu 2016 |
| 26           | 4         | Robots                         |                 | Sylvain White     | David Foster a Nicholas Wootton                                | 12. října 2015     | 14. listopadu 2016 |
| 27           | 5         | Super Fun Guys                 |                 | Bobby Roth        | Adam Higgs a Nick Santora                                      | 19. října 2015     | 21. listopadu 2016 |
| 28           | 6         | Tech, Drugs, and Rock 'n' Roll |                 | Sam Hill          | Elizabeth Davis Beall a Nicholas Wootton                       | 26. října 2015     | 21. listopadu 2016 |
| 29           | 7         | Crazy Train                    |                 | Jeff T. Thomas    | Kevin J. Hynes a Nick Santora                                  | 2. listopadu 2015  | 28. listopadu 2016 |
| 30           | 8         | Area 51                        |                 | Carey Meyer       | Kim Rome a Nicholas Wootton                                    | 9. listopadu 2015  | 28. listopadu 2016 |
| 31           | 9         | US vs. UN vs. UK               |                 | Omar Madha        | Scott Sullivan a Nick Santora                                  | 16. listopadu 2015 | 5. prosince 2016   |
| 32           | 10        | Arrivals and Departures        |                 | Sam Hill          | Aadrita Mukerji a Nicholas Wootton                             | 23. listopadu 2015 | 5. prosince 2016   |
| 33           | 11        | The Old College Try            |                 | Christine Moore   | Rob Pearlstein a Nick Santora                                  | 7. prosince 2015   | 12. prosince 2016  |
| 34           | 12        | Dam Breakthrough               |                 | Adam Rodriguez    | Paul Grellong a Nicholas Wootton                               | 14. prosince 2015  | 12. prosince 2016  |
| 35           | 13        | White Out                      |                 | Jeff Hunt         | David Foster a Nick Santora                                    | 4. ledna 2016      | 19. prosince 2016  |
| 36           | 14        | Sun of a Gun                   |                 | Dwight Little     | Adam Higgs                                                     | 18. ledna 2016     | 19. prosince 2016  |
| 37           | 15        | Da Bomb                        |                 | Steven A. Adelson | Kim Rome                                                       | 25. ledna 2016     | 2. ledna 2017      |
| 38           | 16        | Fractured                      |                 | Christine Moore   | Matthew Davis a Nick Santora                                   | 8. února 2016      | 2. ledna 2017      |
| 39           | 17        | Adaptation                     |                 | Sam Hill          | námět: Scott Sullivan a Aadrita Mukerji scénář: Scott Sullivan | 22. února 2016     | 9. ledna 2017      |
| 40           | 18        | The Fast and the Nerdiest      |                 | Don Tardino       | Kevin J. Hynes                                                 | 29. února 2016     | 9. ledna 2017      |
| 41           | 19        | Ticker                         |                 | Mel Damski        | Rob Pearlstein                                                 | 14. března 2016    | 16. ledna 2017     |
| 42           | 20        | Djibouti Call                  |                 | Omar Madha        | David Foster                                                   | 21. března 2016    | 16. ledna 2017     |
| 43           | 21        | Twist and Shout                |                 | Christine Moore   | Paul Grellong                                                  | 28. března 2016    | 23. ledna 2017     |
| 44           | 22        | Hard Knox                      |                 | Omar Madha        | Scott Sullivan                                                 | 11. dubna 2016     | 23. ledna 2017     |
| 45           | 23        | Chernobyl Intentions           |                 | Jeff T. Thomas    | Nick Santora a Nicholas Wootton                                | 18. dubna 2016     | 30. ledna 2017     |
| 46           | 24        | Toby or Not Toby               |                 | Sam Hill          | Nick Santora a Nicholas Wootton                                | 25. dubna 2016     | 30. ledna 2017     |

### Třetí řada (2016–2017)
| Č. v seriálu | Č. v řadě | Původní název                      | Český název | Režie              | Scénář                                                       | Premiéra v USA     | Premiéra v ČR      |
| ------------ | --------- | ---------------------------------- | ----------- | ------------------ | ------------------------------------------------------------ | ------------------ | ------------------ |
| 47           | 1         | Civil War                          |             | Sam Hill           | Nick Santora a Nicholas Wootton                              | 3. října 2016      | 10. listopadu 2017 |
| 48           | 2         | More Civil War                     |             | Jeffrey Hunt       | Nick Santora a Nicholas Wootton                              | 3. října 2016      | 10. listopadu 2017 |
| 49           | 3         | It Isn't the Fall That Kills You   |             | Sanford Bookstaver | Nick Santora a Scott Sullivan                                | 10. října 2016     | 17. listopadu 2017 |
| 50           | 4         | Little Boy Lost                    |             | Steven A. Adelson  | Rob Pearlstein a Nick Wootton                                | 17. října 2016     | 17. listopadu 2017 |
| 51           | 5         | Plight at the Museum               |             | Christine Moore    | Paul Grellong a Nick Santora                                 | 24. října 2016     | 24. listopadu 2017 |
| 52           | 6         | Bat Poop Crazy                     |             | Omar Madha         | David Foster a Nicholas Wootton                              | 31. října 2016     | 24. listopadu 2017 |
| 53           | 7         | We're Gonna Need a Bigger Vote     |             | Sam Hill           | Elizabeth Davis Beall a Nick Santora                         | 7. listopadu 2016  | 1. prosince 2017   |
| 54           | 8         | Sly and the Family Stone           |             | Jeff Hunt          | Adam Higgs a Nicholas Wootton                                | 14. listopadu 2016 | 1. prosince 2017   |
| 55           | 9         | Mother Load                        |             | Jeff T. Thomas     | Kevin J. Hynes                                               | 21. listopadu 2016 | 8. prosince 2017   |
| 56           | 10        | This is the Pits                   |             | Sam Hill           | Kim Rome a Nicholas Wootton                                  | 12. prosince 2016  | 8. prosince 2017   |
| 57           | 11        | Wreck the Halls                    |             | Milan Cheylov      | Scott Sullivan                                               | 19. prosince 2016  | 15. prosince 2017  |
| 58           | 12        | Ice Ca-Cabes                       |             | Jeff T. Thomas     | David Foster a Nick Santora                                  | 2. ledna 2017      | 15. prosince 2017  |
| 59           | 13        | Faux Money Maux Problems           |             | Omar Madha         | Aadrita Mukerji a Nicholas Wootton                           | 16. ledna 2017     | 22. prosince 2017  |
| 60           | 14        | The Hole Truth                     |             | Sam Hill           | námět: Matthew David a Rob Pearlstein scénář: Rob Pearlstein | 23. ledna 2017     | 22. prosince 2017  |
| 61           | 15        | Sharknerdo                         |             | Tim Story          | Elizabeth Davis Beall                                        | 6. února 2017      | 5. ledna 2018      |
| 62           | 16        | Keep It In Check, Mate             |             | Christine Moore    | Kim Rome                                                     | 13. února 2017     | 5. ledna 2018      |
| 63           | 17        | Dirty Seeds, Done Dirt Cheap       |             | Jeff T. Thomas     | Adam Higgs                                                   | 20. února 2017     | 12. ledna 2018     |
| 64           | 18        | Don't Burst My Bubble              |             | Omar Madha         | April E. Brassard a Nicholas Wootton                         | 27. února 2017     | 12. ledna 2018     |
| 65           | 19        | Monkey See, Monkey Poo             |             | Don Tardino        | Scott Sullivan                                               | 13. března 2017    | 19. ledna 2018     |
| 66           | 20        | Broken Wind                        |             | Steven A. Adelson  | Caitlin Duffy a Nick Santora                                 | 20. března 2017    | 19. ledna 2018     |
| 67           | 21        | Rock Block                         |             | Antonio Negret     | David Foster                                                 | 10. dubna 2017     | 26. ledna 2018     |
| 68           | 22        | Strife on Mars                     |             | Jeff Hunt          | Kevin J. Hynes                                               | 17. dubna 2017     | 26. ledna 2018     |
| 69           | 23        | Something Burrowed, Something Blew |             | Christine Moore    | Aadrita Mukerji a Nick Santora                               | 1. května 2017     | 2. února 2018      |
| 70           | 24        | Maroon 8                           |             | Milan Cheylov      | Paul Grellong                                                | 8. května 2017     | 2. února 2018      |
| 71           | 25        | Scorp Family Robinson              |             | Sam Hill           | Nick Santora a Nicholas Wootton                              | 15. května 2017    | 9. února 2018      |

### Čtvrtá řada (2017–2018)
| Č. v seriálu | Č. v řadě | Původní název                                            | Český název | Režie              | Scénář                           | Premiéra v USA     | Premiéra v ČR      |
| ------------ | --------- | -------------------------------------------------------- | ----------- | ------------------ | -------------------------------- | ------------------ | ------------------ |
| 72           | 1         | Extinction                                               |             | Sam Hill           | Nick Santora a Nicholas Wootton  | 25. září 2017      | 24. září 2018      |
| 73           | 2         | More Extinction                                          |             | Sam Hill           | Nick Santora a Nicholas Wootton  | 2. října 2017      | 1. října 2018      |
| 74           | 3         | Grow a Deer, A Female Deer                               |             | Milan Cheylov      | David Foster a Nick Santora      | 9. října 2017      | 8. října 2018      |
| 75           | 4         | Nuke Kids on the Block                                   |             | Elodie Keene       | Paul Grellong a Nicholas Wootton | 16. října 2017     | 15. října 2018     |
| 76           | 5         | Sci Hard                                                 |             | Dwight H. Little   | Rob Pearlstein a Nick Santora    | 23. října 2017     | 22. října 2018     |
| 77           | 6         | Queen Scary                                              |             | Omar Madha         | Adam Higgs a Nicholas Wootton    | 30. října 2017     | 29. října 2018     |
| 78           | 7         | Go With the Flo(rence)                                   |             | Sam Hill           | Kevin J. Hynes a Nick Santora    | 6. listopadu 2017  | 5. listopadu 2018  |
| 79           | 8         | Faire is Foul                                            |             | Sanford Bookstaver | Scott Sullivan                   | 13. listopadu 2017 | 12. listopadu 2018 |
| 80           | 9         | It's Raining Men (of War)                                |             | Antonio Negret     | Kim Rome a Nicholas Wootton      | 20. listopadu 2017 | 16. listopadu 2018 |
| 81           | 10        | Crime Every Mountain                                     |             | Sam Hill           | Aadrita Mukerji a Nick Santora   | 27. listopadu 2017 | 23. listopadu 2018 |
| 82           | 11        | Who Let the Dog Out ('Cause Now It's Stuck In a Cistern) |             | Omar Madha         | David Foster a Nick Santora      | 11. prosince 2017  | 23. listopadu 2018 |
| 83           | 12        | A Christmas Car-Roll                                     |             | LeVar Burton       | Paul Grellong a Nicholas Wootton | 18. prosince 2017  | 30. listopadu 2018 |
| 84           | 13        | The Bunker Games                                         |             | Milan Cheylov      | Rob Pearlstein                   | 15. ledna 2018     | 30. listopadu 2018 |
| 85           | 14        | Lighthouse of the Rising Sun                             |             | Sam Hill           | Adam Higgs                       | 22. ledna 2018     | 7. prosince 2018   |
| 86           | 15        | Wave Goodbye                                             |             | Jeff T. Thomas     | Kevin J. Hynes                   | 29. ledna 2018     | 7. prosince 2018   |
| 87           | 16        | Nerd, Wind and Fire                                      |             | Bethany Rooney     | Scott Sullivan                   | 5. února 2018      | 14. prosince 2018  |
| 88           | 17        | Dumbster Fire                                            |             | Sanford Bookstaver | Aadrita Mukerji                  | 26. února 2018     | 14. prosince 2018  |
| 89           | 18        | Dork Day Afternoon                                       |             | Steven A. Adelson  | Paul Grellong                    | 5. března 2018     | 21. prosince 2018  |
| 90           | 19        | Gator Done                                               |             | Omar Madha         | Kim Rome                         | 19. března 2018    | 21. prosince 2018  |
| 91           | 20        | Foul Balls                                               |             | Nick Santora       | David Foster a Nick Santora      | 26. března 2018    | 28. prosince 2018  |
| 92           | 21        | Kenny and the Jet                                        |             | Jeff T. Thomas     | Adams Higgs & Rob Pearlstein     | 9. dubna 2018      | 28. prosince 2018  |
| 93           | 22        | A Lie in the Sand                                        |             | Sam Hill           | Paul Grellong a Scott Sullivan   | 16. dubna 2018     | 4. ledna 2019      |